# Donacià i Rogacià
Donacià i Rogacià (Nantes, ca. 288 - 304) foren dos germans, màrtirs cristians a Nantes sota l'emperador Maximià. Són venerats com a sant a tota la cristiandat; són anomenats "els infants de Nantes".
Eren fills d'un magistrat de Nantes. Donacià, el fill petit, havia estat batejat, probablement per Sant Similià de Nantes, tercer bisbe de la ciutat; Rogacià era catecumen. La vil·la familiar era al lloc on s'aixeca la basílica de Saint-Donatien et Saint-Rogatien, avui al centre de Nantes, i fou el primer temple cristià de la ciutat.
Detinguts tots dos, acusats de cristians, foren torturats i, en no voler abjurar, condemnats a mort. Foren decapitats en 304, el 24 de maig segons la tradició, al lloc que avui seria al número 63 de la Rue Dufour, prop de l'actual basílica que se'ls dedicà.
El culte es difongué per tota la vall del Loira, fins a Orleans, on llurs restes foren portades arran de la invasió normanda. El 1145, foren portades novament a la catedral d'Òstia (Estats Pontificis), on es veneren avui.

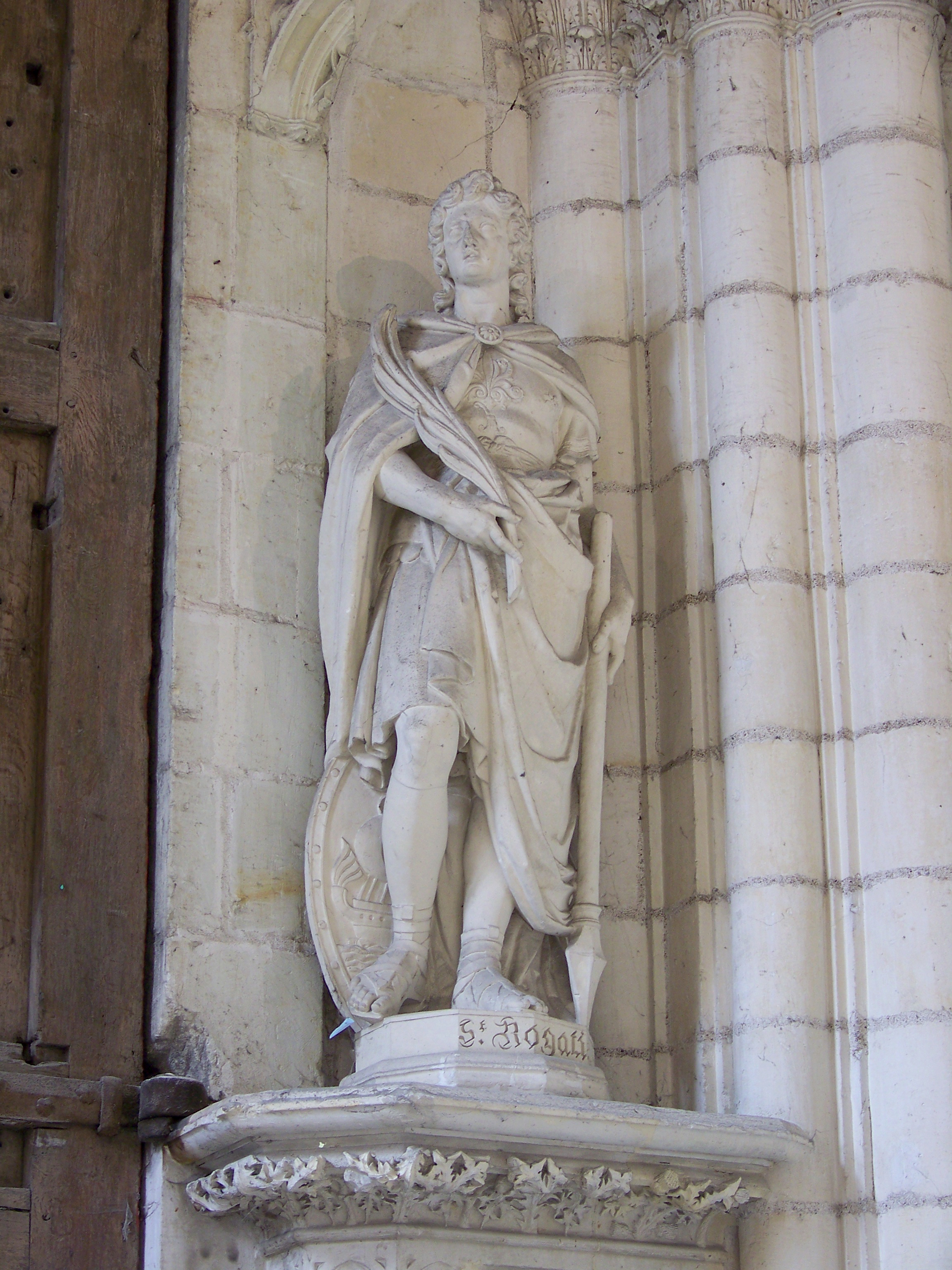
Rogacià, escultura a la catedral de Nantes.
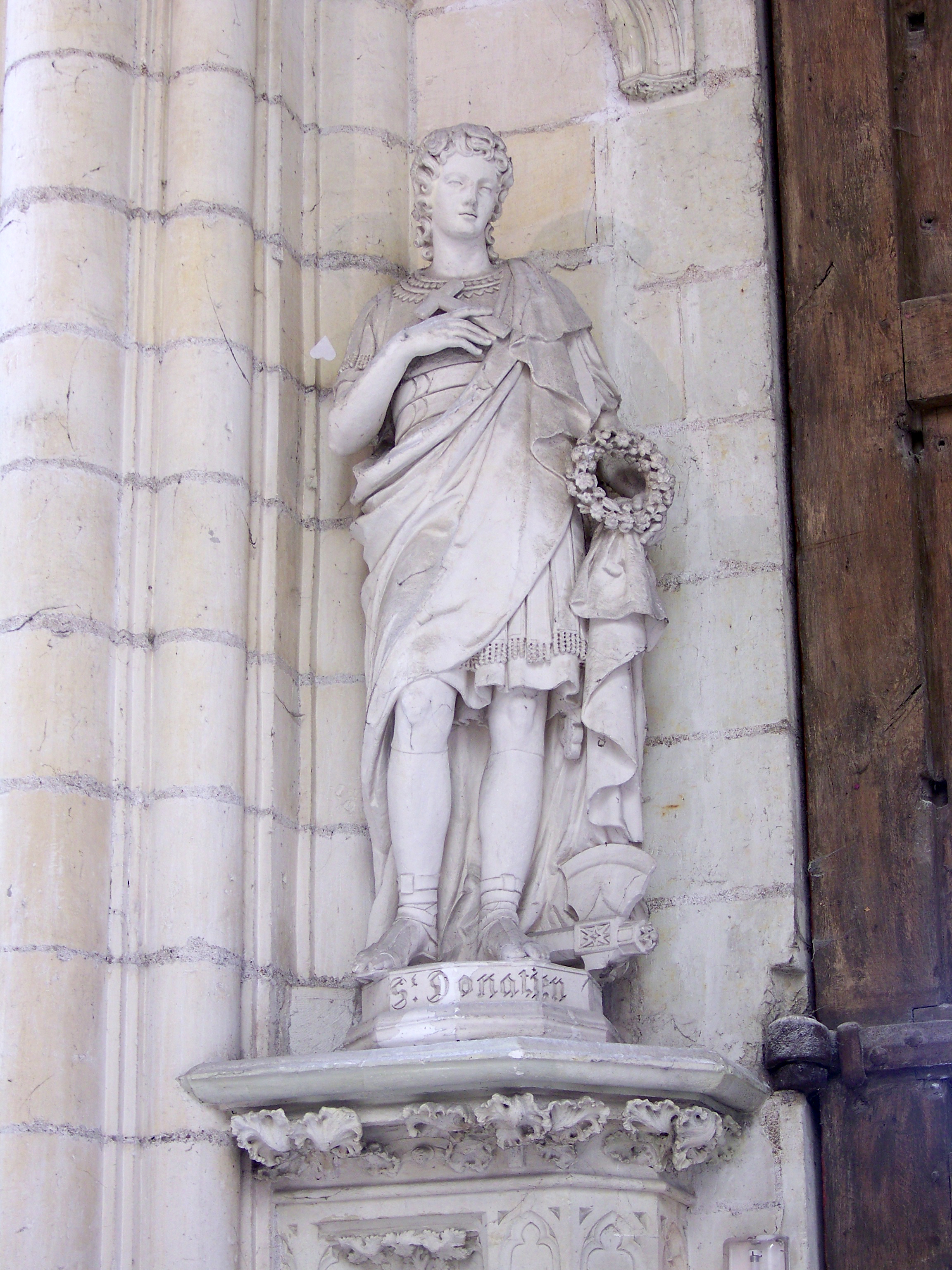
Donacià.
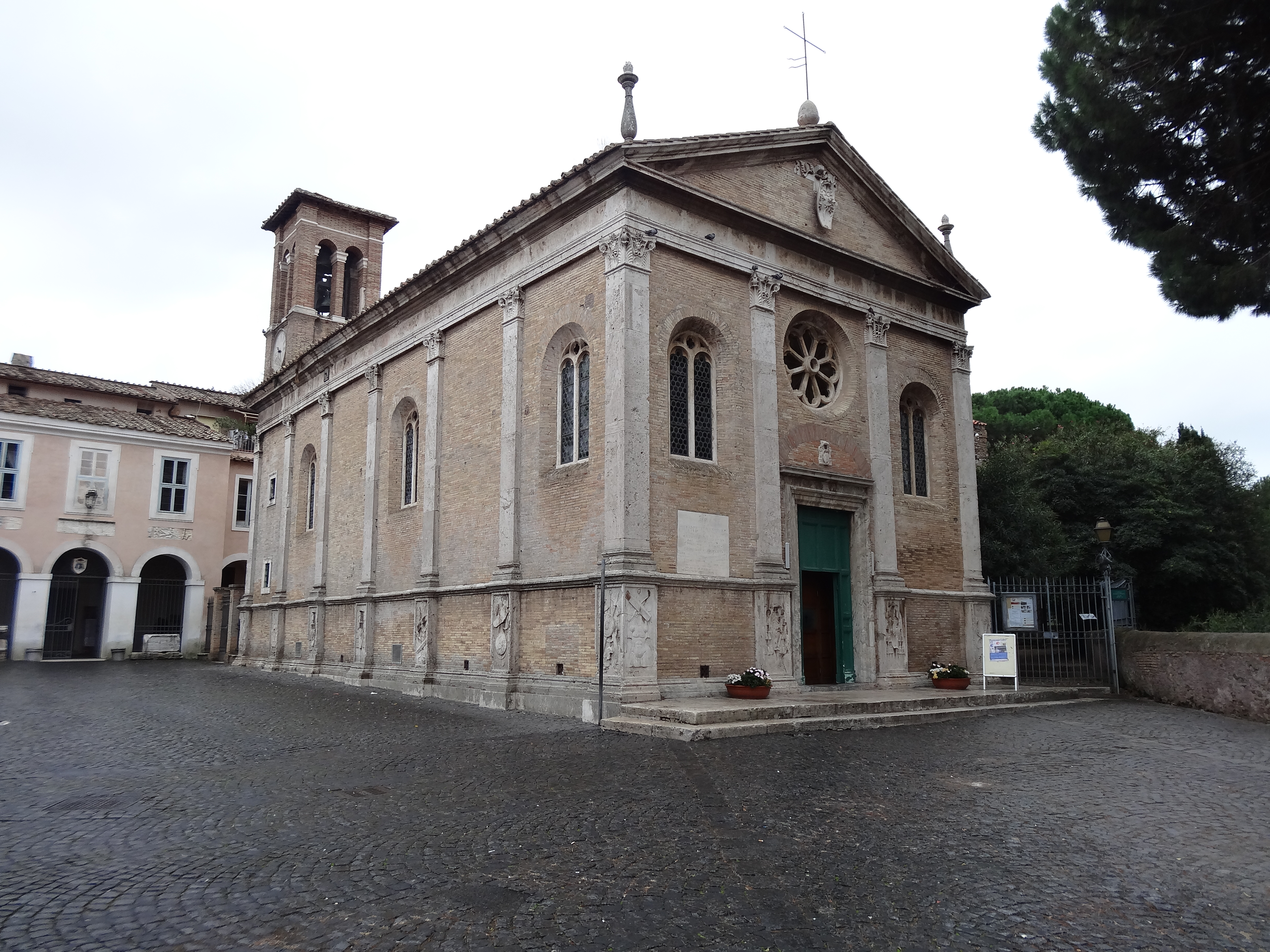
Catedral de Sant'Aurea d'Ostia Antica, on són avui les restes dels sants
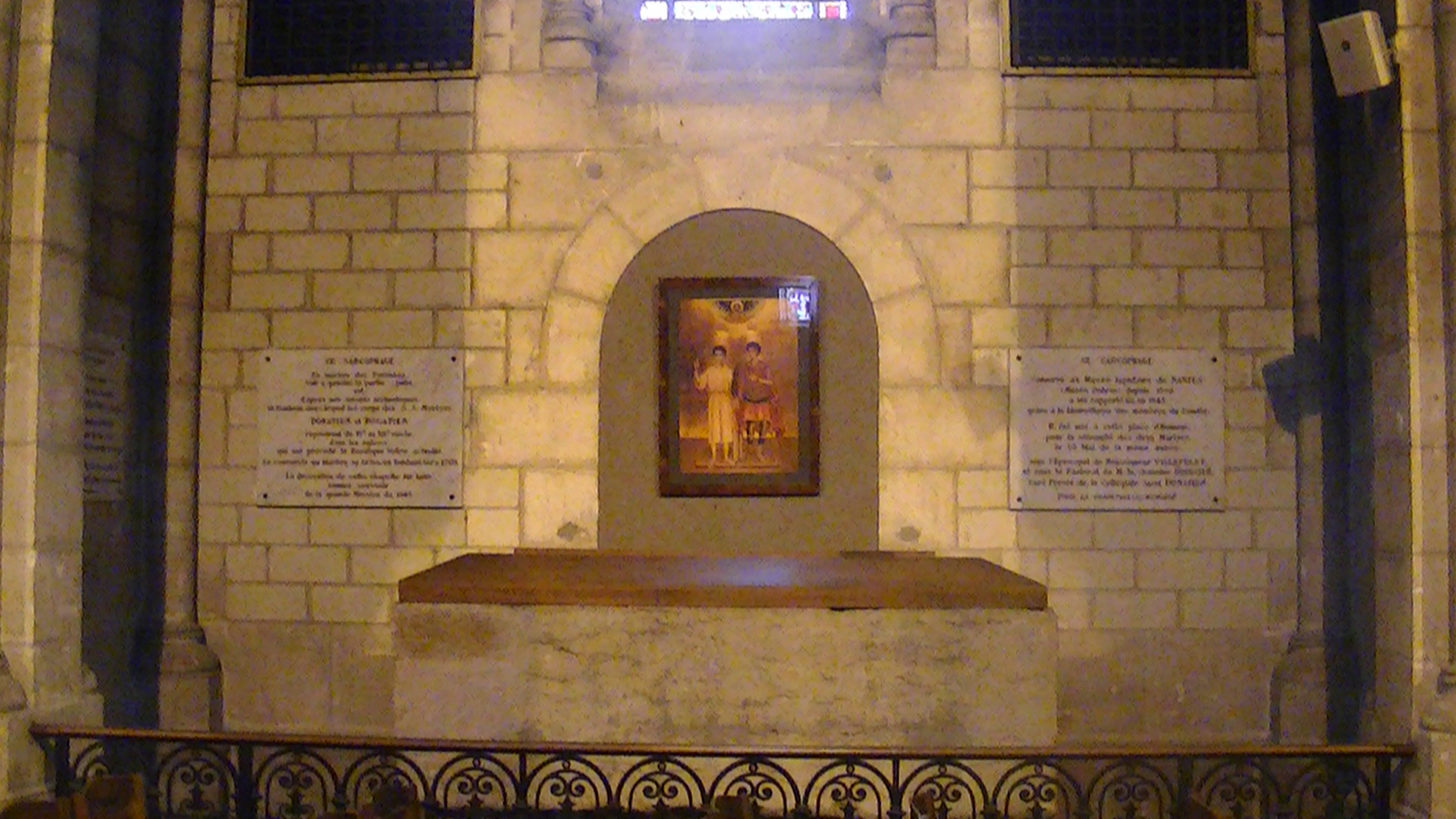
Cenotafi buit dels sants a Saint-Donatien et Saint-Rogatien de Nantes